# Wall Ride Tour
Pour les articles homonymes, voir WRT.
Le Wall Ride Tour (WRT) est un circuit par étapes proposant une compétition de slopestyle et diverses animations autour du VTT dit " alternatif " (dirt, freeride, slopestyle).
Pour première édition (du 7 avril au 30 septembre 2007, quatre sites de Vaucluse accueillent des pilotes professionnels et amateurs. L'objectif est de faire découvrir aux petits et grands les nouvelles manières de faire du VTT. Cette compétition est due à l'initiative  en 2007 par le team Playbike de Cabrières-d'Avignon dans Vaucluse en 2007.

## Principe
La compétition comprend plusieurs épreuves dans différents lieux. Chaque épreuve est limitée à 100 concurrents et se déroule sur un week-end, de la manière suivante : samedi matin consacré à l'entrainement des riders, l'après-midi aux qualifications à l'issue desquelles les 50 meilleurs sont qualifiés pour le dimanche. Le dimanche, la première partie (1 ou 2 runs) permet de qualifier les 30 meilleurs pour les runs de demi-finale, ensuite cette demi-finale qualifiera les 15 concurrents pour la finale de l'après-midi.
À l'issue de la saison, par addition des points obtenus dans chaque épreuve, est désigné le vainqueur du WRT de l'année.

## WRT 1: 2007
La première édition s'est tenue en 2007. Les épreuves se sont déroulées à Joucas (Vaucluse), au Lac du Paty (Vaucluse), à Cabrières-d'Aigues (Vaucluse) et la finale à Villars (Vaucluse). Au total, les 4 manches ont réuni 350 riders et plus de 15 000 spectateurs.

### Joucas
Pour débuter cette nouvelle compétition en France, c'est le petit village provençal de Joucas (Vaucluse) qui accueille les 60 riders du Wall Ride Tour les 7 et 8 avril.
La finale du dimanche réunit 15 riders parmi lesquels des habitués de ce genre de compétition (Nico Duyé, Robin Chauvin, Fred Le Corre, Cyril Cabiac, Fred Austruy et Christopher Hatton), des bons amateurs ainsi que trois espagnols rendant ainsi cette finale européenne.
Finalement c'est Anthony Tomassi qui l'emporte devant Fréderic Le Corre, Loris Vincent, l'espagnol Eneko Ado et Fred Austruy.

### Lac du Paty
Le Lac du Paty, situé au pied du Mont Ventoux, a accueilli les 19 et 20 mai la deuxième étape du Wall Ride Tour 2007 (à la suite du report de l'épreuve de Cabières). Une soixantaine de riders se sont affrontés sur un terrain composé de lignes de Dirt et modules North Shore.
15 pilotes, dont trois kids (11-15 ans) se sont qualifiés en finale. C’est Nico Duyé, un pilote expérimenté qui l’emporte (qui fait un run parfait : backflip sur la première dirt, 3.6 sur la deux, 2.7 en sortie de U, un superbe 3.6 sur la grosse passerelle et un gros backflip en sortie du montana) devant Anthony Tomassi (second malgré une chute)ce qui permet au pilote lyonnais de prendre place du classement provisoire de ce WRT !, Étienne Perron termine à la troisième place et Fred Austruy qui échoue à la quatrième place.

### Cabrières
Prévue originellement le week-end des 5 et 6 mai à Cabrières-d'Avignon, la manche est remise aux 9 et 10 juin et devient ainsi la troisième épreuve du WRT2007 avec organisé par le Team Play Bike - La Gare qui a préparé un terrain de fou ! Du jamais vu en France : 1500 m3 de terre (150 camions) et des modules de chez Gravity Bike Park.
Le podium fut le suivant : Rodolphe Legendre (Candida bikes/Torch VTT) devant Thibault Vasselet (Mountain Cycle) et Tristan Ambid (Santa Cruz/Marzocchi)
Les 10 meilleurs de la tranche d'âge 11-18 ans repartent de Cabrières avec leur qualification pour le Mondial du VTT fin juin aux Deux Alpes, dans la poche.

### Finale à Villars
La finale qui était la quatrième manche du WRT 2007 s'est déroulée à Villars (Vaucluse) par un week-end ensoleillé mais très venté les 11 et 12 novembre 2007. La victoire est revenue à Christopher Hatton (Cannondale) devant André Biersteker et Étienne Péron (Caverne VTT) ,.
Cette première édition a vu quatre vainqueurs différents se succéder et 10 riders différents sur les quatre podiums (seuls Anthony Tomassi premier et deuxième et Étienne Perron deux fois troisième sont montés 2 fois sur le podium).

### Classement final 2007
La play bike organisateur du WRT a publié le classement 2007 :
- 1 - Anthony Tomassi (La caverne VTT)
- 2 - Étienne Perron (Da Bomb)
- 3 - Fred Autruy (Santa Cruz MIA)

## WRT 2: 2008
Pour la seconde édition, six épreuves étaient prévues. Finalement, 5 événements auront lieu car l'épreuve prévue à Black Hill les 28 et 29 juin 2008 a été annulée (à la suite d'un différend juridique avec l'ONF), les épreuves ont lieu dans trois départements (au lieu de quatre) : Vaucluse avec trois épreuves, Tarn-et-Garonne et Essonne une épreuve chacun. Les épreuves ont été les suivantes :

### Joucas
La première manche a eu lieu à Joucas (Vaucluse) les 22 et 23 mars 2008. Le parcours a été dessiné à partir du parking, ce qui donne un gros step down d'entrée, puis dans la rue descendante. Fort mistral qui a contraint les organisateurs a supprimé le step down lors de la finale.
Le classement de cette première épreuve est le suivant : Christopher Hatton (Q Bikes), Tom Cauquil et David Desnoes (Six motion, Nemesis project),.

### Villars
La seconde épreuve s'est déroulée à Villars (Vaucluse) les 10 et 11 mai 2008. Beau temps et vent léger, qui sera nul lors des finales.
La finale du dimanche voit pour la première fois une fille en finale (Morgane Char). la compétition est remportée par Fred Austruy (Santacruz MIA) devant David Desnoes (Six motion, Nemesis project) et Robin Chauvin (WRT Family). David Desnoes devient leader provisoire du WRT 2008 après 2 courses (3e + 2e) devant Fred Austruy (5e + 1 e).

### Cabrières d'Avignon
Troisième épreuve dans le berceau du WRT en France à Cabrières-d'Avignon (Vaucluse) les 17 et 18 mai 2008, mais les violents orages de la semaine ont obligé les organisateurs à reporter l'épreuve aux 14 et 15 juin 2008.
La finale du dimanche a rassemblé les meilleurs riders français (dont six vauclusiens). Victoire de Yannick Granieri (Ayton Giant) devant Tristan Ambid (Santa Cruz MIA) et Tom Cauquil (South Shore).
Le classement provisoire est le suivant : Tristan Ambid (Santa Cruz MIA) 725 pts devant Gaetan Dupin (PlayBike WRT ) 680 pts
et Anthony Villoni (WRT Family) 615 pts.

### Laplume
Quatrième épreuve à Laplume (Lot-et-Garonne) les 23 et 24 août 2008 organisé à l’occasion du festival MTB «Laplume Entre Terre et Air Saison 2 » organisé par le 100% Freeride Club.
Sur la belle et longue piste de Laplume c'est la jeunesse triomphante avec la victoire de Tom Cauquil (16ans) devant Yannick Granieri (Ayrton Giant) et le Kid Benoit Bonnin (15 ans).

### Cheptain
La cinquième épreuve et finale de ce WRT 2008 s'est tenue les 13 et 14 septembre 2008 à Cheptain (Essonne).
Au départ de cette finale 40 riders parmi les meilleurs français. Première surprise avec la blessure de Tristan Ambid qui ne se qualifie pas pour la demi-finale. Après des runs de plus en plus gros Yannick Granieri (Ayrton Giant) enlève l'épreuve (sa seconde de la saison) et gagne le Wall Ride Tour 2008. Le second a Cheptain est Robin Chauvin (WRT Family) et le troisième David Desnoes (Nemesis project).

### Classement Général 2008
- 1 - Yannick Granieri (Ayrton Giant)
- 2 - Anthony Villoni (WRT Family)
- 3 - David Desnoes (Nemesis project)
- 4 - Yohann Duchaine
- 5 - Antoine Bizet

## WRT 3: 2009

Logo WRT edition 2009.

Le WRT troisième édition WRT est coordonné par Five Solutions et La Gare (en collaboration avec Sports Media pour la communication) et comporte 5 manches.

### Villars
La première épreuve s'est déroulée à Villars (Vaucluse) les 2 et 3 mai; elle est organisée par VSO et Sports Média sur la piste Ventoux Sport du Bike Park du Pays d'Apt. Villars est ainsi étape du WRT pour la troisième année consécutive.
Robin Chauvin, initiateur de la piste et rideur raconte : « on avait une piste très technique, notamment pour garder la vitesse tout le long. c'était d'abord le même drop que l'an dernier, suivi d'un module avec trois sauts de différentes longueur -2m, 5m et 9m- pour une même réception. Après ça encore deux sauts avec rampe pour une même réception, et encore une rampe avant le saut final, qui se prenait en hip." ».
Sur cette piste énorme c'est le tenace David Desnoes (Nemesis Project) qui l'emporte devant le parisien Antoine Bizet et le vauclusien Osman Bensahraoui. À noter en junior (et 12e au général) la victoire du jeune (12ans) Thomas Lemoine, champion d'Europe de BMX.

### Cabrières d'Avignon
La seconde épreuve a eu lieu à Cabrières-d'Avignon (Vaucluse) les 13 et 14 juin, organisée par La Gare

### Châtel
Le Châtel Mountain Style à Châtel (Haute-Savoie) a servi de support pour la troisième épreuve du WRT les 3, 4 et 5 juillet, organisé par Seb Giraldi et Châtel Evénements.

### Digne les Bains
Quatrième épreuve le Waterjump contest de Digne-les-Bains le 25 juillet, organisé par la municipalité de Digne-les-Bains.

### Fréjus
La cinquième épreuve et finale du WRT 2009 a eu lieu au Roc d'Azur à Fréjus les 10 et 11 octobre, organisée par Santacruz Marzocchi Roc.

## WRT 4: 2010

Logo du Wall Ride Tour 2010.

Pour la quatrième édition, le WRT augmente le nombre d'épreuves et devient international avec 6 épreuves (dont une en Belgique) plus une sur invitation (en Tunisie) et va se dérouler sur 2 continents, mais à noter l'absence d'épreuve dans le Vaucluse après 9 épreuves sur 14 en 3 ans.

Ridecore de Gignac (Hérault) les 10 et 11 avril, Porchères (Gironde) les 5 et 6 juin, Châtel (Haute-Savoie) les 3 et 4 juillet, Pradelles (Haute-Loire) les 17 et 18 juillet, Namur (Belgique) les 25 et 26 septembre et finale au Roc d'Azur à Fréjus (Var) les 8 et 9 octobre, plus l'épreuve par invitation en Tunisie (en août mais dates et lieu à préciser).

## Statistiques
Après les 3 premiers WRT

### Podiums annuels
| Nom              | Team            | Premier | Second    | Troisième |
| ---------------- | --------------- | ------- | --------- | --------- |
| Anthony Tomassi  | Da Bomb         | 2007    |           |           |
| Yannick Granieri | Ayrton Giant    | 2008    |           |           |
| Robin Chauvin    | WRT Family      | 2009    |           |           |
| Anthony Viloni   | WRT Family      |         | 2008-2009 |           |
| Étienne Perron   | La caverne VTT  |         | 2007      |           |
| David Desnoes    | Nemesis Project |         |           | 2008-2009 |
| Fred Austruy     | Santa Cruz MIA  |         |           | 2007      |

### Podiums par étapes
après 10 étapes : 4 en 2007, 5 en 2008 et 1 en 2009.
| Nom                | Team            | Premier | Second | Troisième | Total |
| ------------------ | --------------- | ------- | ------ | --------- | ----- |
| Yannick Granieri   | Ayrton Giant    | 2       | 1      |           | 3     |
| Christopher Hatton |                 | 2       |        |           | 2     |
| David Desnoes      | Nemesis Project | 1       | 1      | 2         | 4     |
| Tom Cauquil        |                 | 1       | 1      | 1         | 3     |
| Anthony Tomassi    | Da Bomb         | 1       | 1      |           | 2     |
| Nicolas Duyé       |                 | 1       |        |           | 1     |
| Rodolphe Legendre  |                 | 1       |        |           | 1     |
| Fred Austruy       | Santa Cruz MIA  | 1       |        |           | 1     |
| Tristand Ambid     | Santa Cruz/MIA  |         | 1      | 1         | 2     |
| Robin Chauvin      | WRT Family      |         | 1      | 1         | 2     |
| Fred Le Corre      |                 |         | 1      |           | 1     |
| Thibault Vasselet  |                 |         | 1      |           | 1     |
| Andres Biersteker  |                 |         | 1      |           | 1     |
| Antoine Bizet      |                 |         | 1      |           | 1     |
| Étienne Perron     | La caverne VTT  |         |        | 2         | 2     |
| Eneko Ado (Esp)    |                 |         |        | 1         | 1     |
| Benoit Bonnin      |                 |         |        | 1         | 1     |
| Osman Bensahraoui  | WRT Family      |         |        | 1         | 1     |
| Total              |                 | 10      | 10     | 10        | 30    |